# Публичный сервитут
Публичный сервитут — вид земельного сервитута, устанавливаемого законом или иным нормативным правовым актом в случаях необходимости обеспечения интересов государства, местного самоуправления или местного населения, не предусматривающий изъятия земельных участков.
Основным отличием и характеристикой публичного сервитута является отсутствие конкретного управомоченного субъекта, в пользование которого устанавливается сервитут, а также установление этого ограничения права собственности в интересах неопределенного круга лиц. В связи с этим он многими учёными не признаётся в качестве разновидности сервитута, а определяется как ограничение права собственности.

## Россия
Сенат Российской империи разъяснял, что «большая дорога не может подлежать присвоению в чью-либо исключительную собственность, а составляет предмет свободного для всех пользования в видах общегосударственного интереса», что «в качестве пути сообщения большая дорога находится в распоряжении той власти, которой принадлежит заведование ею», «что, поэтому, собственник земли под большой дорогой не вправе препятствовать власти, заведующей дорогой, производить работы и сооружения, имеющие целью содержание, улучшение и исправление пути», — устанавливая, однако, что «земли под большими дорогами, пролегающими через частные имения, а равно судоходные реки, находящиеся в пределах тех же имений, принадлежат не казне, а собственникам этих имений, с ограничением лишь собственности правом участия общего».
В современном российском законодательстве публичный сервитут — это вид земельного сервитута, устанавливаемого решением исполнительного органа государственной власти или органа местного самоуправления в отношении одного или нескольких земельных участков в целях обеспечения нужд государства, муниципалитета или местного населения, не предусматривающий изъятия земельных участков и не препятствующий использование их собственником. К правоотношениям, возникающим в связи с установлением, осуществлением и прекращением действия публичного сервитута, положения Гражданского кодекса Российской Федерации о сервитуте и положения главы V.3 Земельного кодекса РФ не применяются. Основания, порядок и сроки установления публичного сервитута перечислены в статье 23 Земельного кодекса РФ.

## Франция
Все, что касается публичных сервитутов во Франции определяется законами и отдельными регламентами. Статьями 649, 650 Французского Гражданского кодекса устанавливается предмет публичного сервитута в виде общественной пользы или пользы коммуны, в виде бечевника вдоль судоходных или сплавных рек, постройки или исправления дорог, и другие общественные, в том числе коммунальные, работы, в том числе обременяющие расположенные по соседству с крепостями земельные участки, сервитуты выравнивания строений, выходящих на городские улицы, и прочее.

## Германия
В Гражданском уложении Германии содержатся нормы только частного сервитута (параграфы 1018—1029 ГГУ) и исключается общественный интерес. Публичный сервитут в пользу общественного интереса, в виде обременения находящегося в частной собственности земельного участка, относят к ограничению права собственности, а его регулирование к сфере публичного права. В случае необходимости установления публичных ограничений на земельный участок в пользу третьих лиц, в Германии используются нормы соседского права.

## Англия
В английском праве публичный сервитут устанавливается в общественных интересах, например на строительство зданий, содержание дорог и проездов, в том числе их освещение и обеспечение чистоты воздуха, понимая под этим понятием «предоставление в общественное пользование», в то же время не исключается возникновения публичного сервитута на основании закона.